# Société anonyme des Établissements Nieuport
|  | Aquest article tracta sobre l'empresa fabricant d'avions. Vegeu-ne altres significats a «Nieuwpoort». |

La Société anonyme des Établissements Nieuport, que posteriorment es passaria a anomenar Nieuport-Delage, va ser una empresa fabricant d'avions francesa que principalment construïa avions de competició, abans que esclatés la Primera Guerra Mundial, i avions de caça durant la Guerra i en el període entre guerres.

## Història
Inicialment formada com Nieuport-Duplex l'any 1902 per la fabricació de components de motor l'empresa va ser reformada el 1909 i batejada com Société Générale d'Aéro-locomotion, amb la producció destinada a la indústria de l'aviació. Durant aquest temps, va construir la seva primera aeronau, un petit monoplà monoplaça, que va ser destruït en una inundació, després d'haver volat amb èxit. Un segon disseny va volar abans del final de 1909 ja dissenyat amb la forma essencial de l'aeronau moderna, incloent un buc tancat amb el pilot protegit del rebuf i una cua horitzontal la força aerodinàmica de la qual actuava cap avall, equilibrant el pes del motor al capdavant del centre de gravetat, contràriament a altres aeronaus contemporànies com el Blériot XI.
Com que Nieuport tenia problemes per aconseguir motors que anessin bé als seus dissenys inicials, es va decidir per construir-ne un de propi. Així, l'any 1910 va crear un motor que produïa 21 h.p. i el va provar amb èxit al Nieuport II.
El 1911, l'empresa va ser reformada per construir aeronaus mentre continuava construint components, incloent-hi hèlices, sota el nom de Nieuport et Deplante. Aquell mateix any, Edouard Nieuport(1875–1911), un dels germans Nieuport i fundador de l'empresa, va morir després de caure de la seva aeronau, i l'empresa va ser adquirida per Henri Deutsch de la Meurthe, un conegut benefactor de l'aviació. Amb el seu finançament, el nom va ser canviat a Société Anonyme des Établissements Nieuport, continuant amb la producció. El 1912, el segon dels germans, Charles Nieuport, va morir en un altre accident d'avió i el lloc de dissenyador en cap va passar a l'enginyer suís Franz Schneider. Schneider va deixar Nieuport a finals de 1913 moment a partir del qual Gustave Delage es va fer càrrec del disseny dels avions Nieuport.
Després de la Primera Guerra Mundial, Nieuport, com totes les companyies aeronàutiques franceses, es veu afectada per les taxes de guerra aprovades al 1920 i està amenaçada de desaparèixer. Dels 4.200 treballadors de la fàbrica d'Issy-les-Molineaux a octubre de 1918 es passa a 650 a l'any 1923. És gràcies al finançament de la família Deutsch de la Meurthe i a l'èxit de vendes a l'estranger del Nieuport-Delage 29.C1, que l'empresa aconsegueix sobreviure.

## Models d'avions
- Nieuport 10: Avió biplaça de reconeixement aeri (1914)
- Nieuport 11: Avió de caça monoplaça (1916)
- Nieuport 12: Avió biplaça de reconeixement aeri desenvolupat a partir del Nie 10 (1915)
- Nieuport 13: Avió biplaça de reconeixement aeri desenvolupat a partir del Nie 12 (1915)
- Nieuport 14: Avió bombarder biplà que va donar un baix rendiment (1915)
- Nieuport 15: Avió bombarder biplà. No va arribar a entrar en servei a causa del seu pobre rendiment (1916)
- Nieuport 16: Versió del Nie 11 amb un motor més potent de 82 kW (1916)
- Nieuport 17: Avió de caça monoplaça (1916)
- Nieuport 18: Avió de caça monoplaça
- Nieuport 19: Avió bombarder biplà
- Nieuport 20: Avió biplaça de reconeixement aeri desenvolupat a partir del Nie 12 (1915)
- Nieuport 28: Avió de caça monoplaça utilitzat sobretot per la Força Expedicionaria Estatunidenca (1917)
- Nieuport Madon: Avió de caça monoplà (1918)
- Nieuport-Delage 29: Avió de caça monolaça biplà (1918)
- Nieuport-Delage 42: Avió de caça sesquiplà que va servir com a base pel desenvolupament dels models posteriors NiD 52, NiD 62 i NiD 72, entre d'altres (1924)
- Nieuport 52: Avió de combat derivat del NiD 42 que només va participar en la Guerra Civil Espanyola (1927)
- Nieuport-Delage 120: Avió de caça monoplà amb ala en parasol (1932)